# Жаланаш (Карагандинская область)
Жаланаш (каз. Жалаңаш) — село в Актогайском районе Карагандинской области Казахстана. Входит в состав аульного округа Жидебай. Код КАТО — 353641200.

## Население
В 1999 году население села составляло 230 человек (110 мужчин и 120 женщин). По данным переписи 2009 года, в селе проживало 215 человек (115 мужчин и 100 женщин).